# 讓-雅克·亨納
讓-雅克·亨納（Jean-Jacques Henner1829年3月15日—1905年7月23日）是一位法國阿爾薩斯的畫家，以在裸體、宗教主題和肖像畫見長，畫技擅長使用渲染和明暗法而著稱。

## 生平
亨納1829年出生於法國阿爾薩斯，他從米歇爾·馬丁·德羅林和弗朗索瓦-愛德華·皮科開始學習繪畫藝術。1848年進入巴黎美術學院，1863年時，亨納首次在巴黎沙龍展出作品《睡著的浴者》 ，兩年後又有《貞潔的蘇珊娜》（ Chaste Susanna，1865 年），該幅作品現藏於奧賽博物館。其他著名的作品包括：
- 《比布利斯變成了春天》（1867年）；
- 《抹大拉》（1878年）；
- 《M. Hayem 的肖像》（1878年）；
- 《被埋葬的基督》（1879年）；
- 《聖杰羅姆》（1881年）；
- 《希羅底》（1887年）；
- 《一項研究》（1891年）；
- 《Mlle Fouquier的肖像》（1897年）；
- 《夢想》（1900年）。

### 獲獎
- 1858年以《亞當和夏娃尋找亞伯的遺體》作品，獲得羅馬大獎[2]。
- 1863年《睡著的浴者》獲得三等獎。[3]
- 1873年被授予國家榮譽軍團勳章。
- 以《法蓮部落的利未人》（1898年）被授予一等獎章。
- 1900年的巴黎世界博覽會上獲得了繪畫大獎。

### 畫室和學生
從1874年到1889年，亨納與查爾斯·奧古斯特·埃米爾·杜蘭共同創辦「女士工作室」，學生裡面多蘿西·坦南特（Dorothy Tennant）曾經是他的創作模特兒、另一位著名的模特兒則是畫家蘇珊娜·瓦拉東( Suzanne Valadon），其餘著名的畫家包含美國肖像畫家瑪蒂爾德·繆登·雷森林（Mathilde Mueden Leisenring ; 1870-1949）、羅馬尼亞藝術家迪米特里·塞拉菲姆（Dimitrie Serafim ; 1862-1931），此外，藝術家哈里·沃特魯斯（Harry Willson Watrous ;  1857-1940）的妻子：Elizabeth Snowden Nichols Watrous，也是亨納的學生。

## 讓-雅克·亨納國家博物館
讓-雅克·亨納國家博物館，是專門收藏讓-雅克·亨納作品的專藏博物館，位於法國巴黎的第17區。
該博物館坐落在一座1878年的豪宅內，前身為畫家紀堯姆·杜布夫(Guillaume Dubufe) 所擁有，於 1921 年被亨納的侄女收購。它於1924年作為博物館落成，並於 1943 年成為國家博物館。如今，該博物館收藏了大量的繪畫作品和亨納的繪畫作品，包括約 1,000 幅素描、文件和紀念品，分佈在四層展覽空間的七個房間中。該系列包括 130 多幅肖像，以及接近象徵主義的夢幻風景中、還有神話主題和人物。

## 作品集

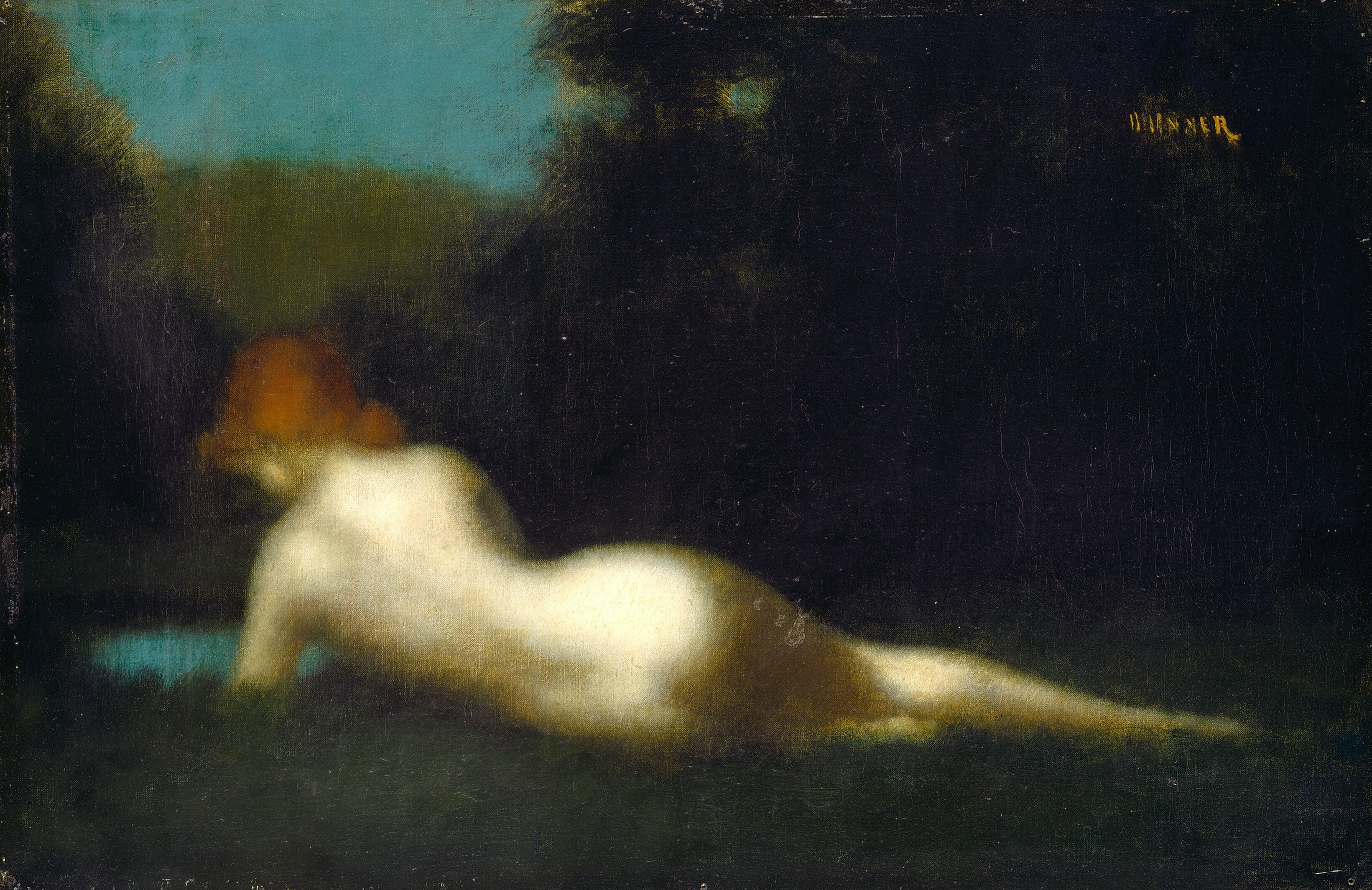
斜倚裸體，美國國家美術館，美國華盛頓特區
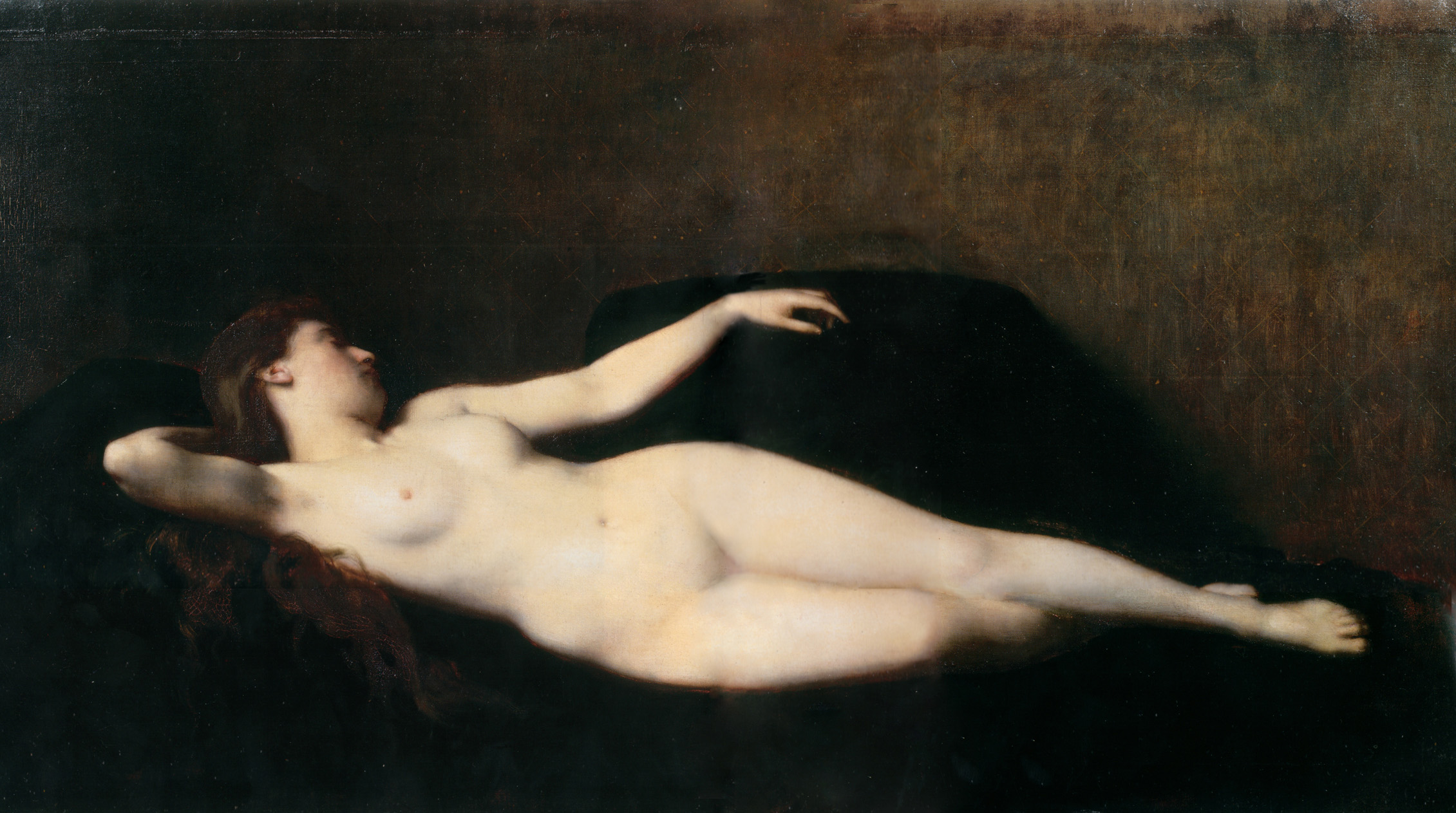
黑色沙發上的女人，Muséedes Beaux-Arts，米盧斯
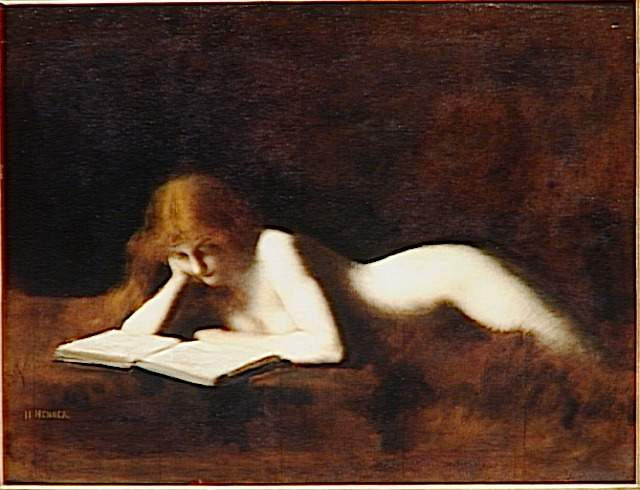
La liseuse ,奧賽博物館, 巴黎
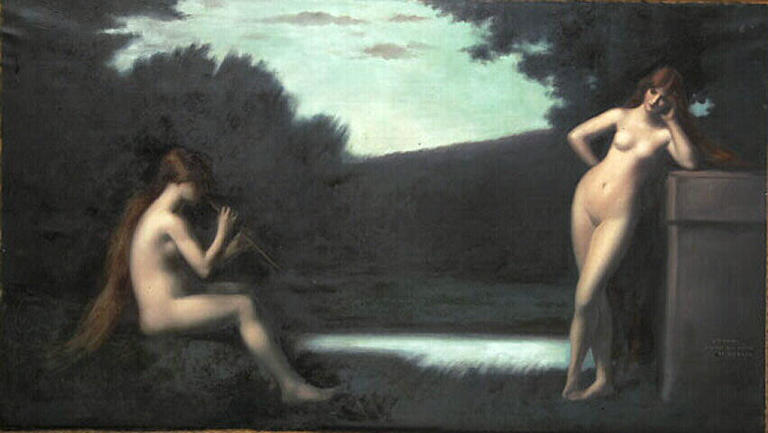
Nus féminins, 奧賽博物館，巴黎
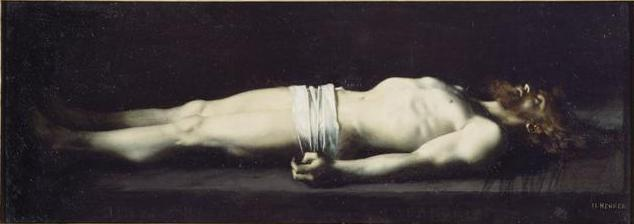
Jésus au tombeau, 奧賽博物館，巴黎
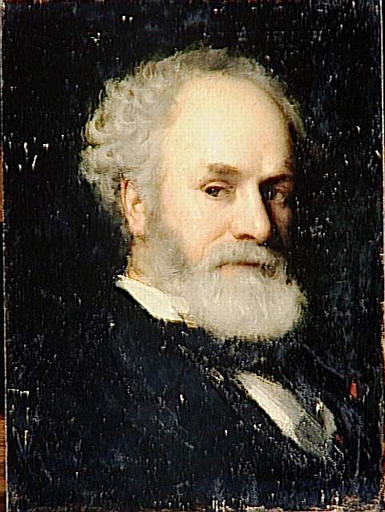
Jules Janssen奧賽博物館，巴黎
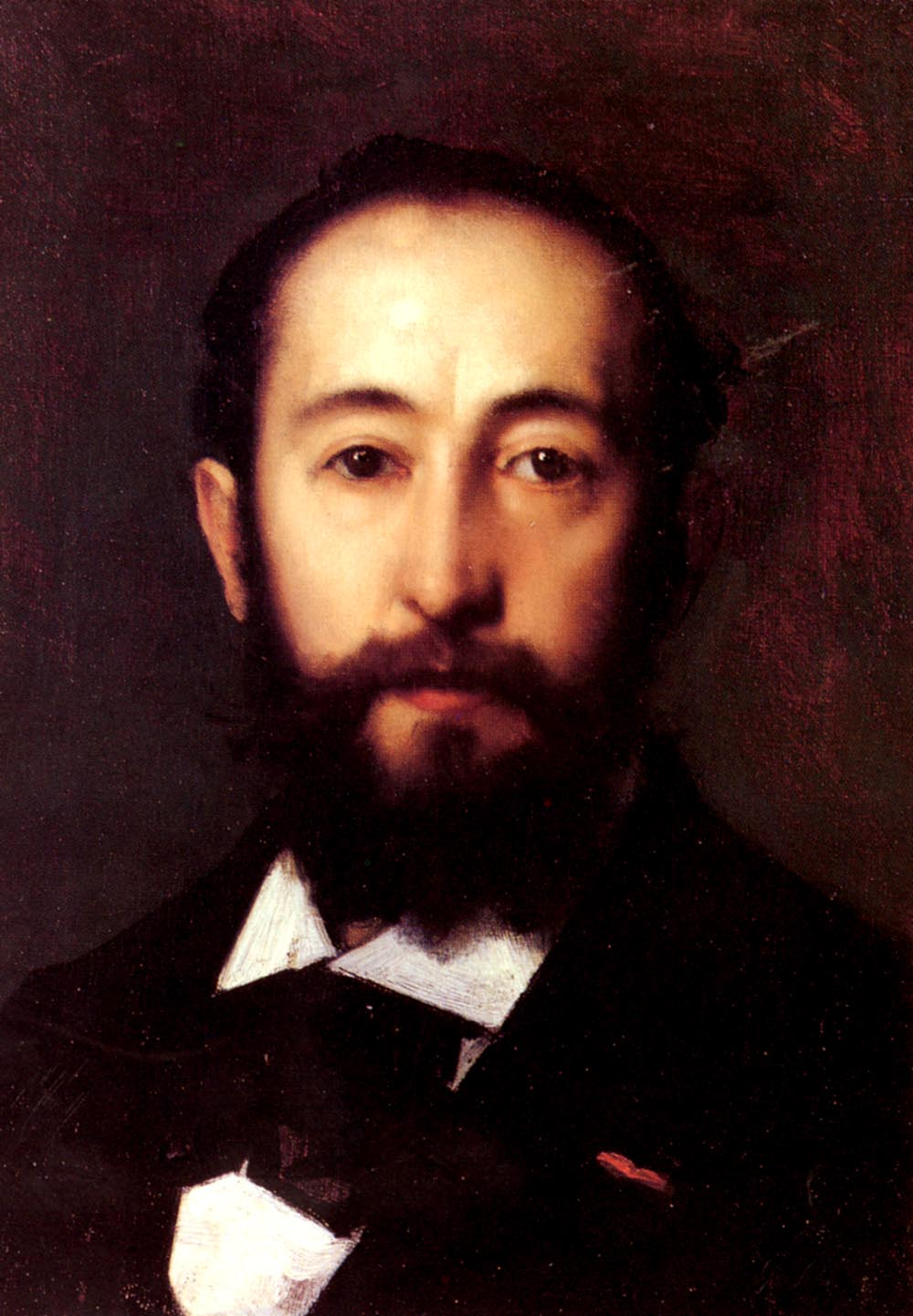
Portrait d'homme, Musée d'Orsay，巴黎
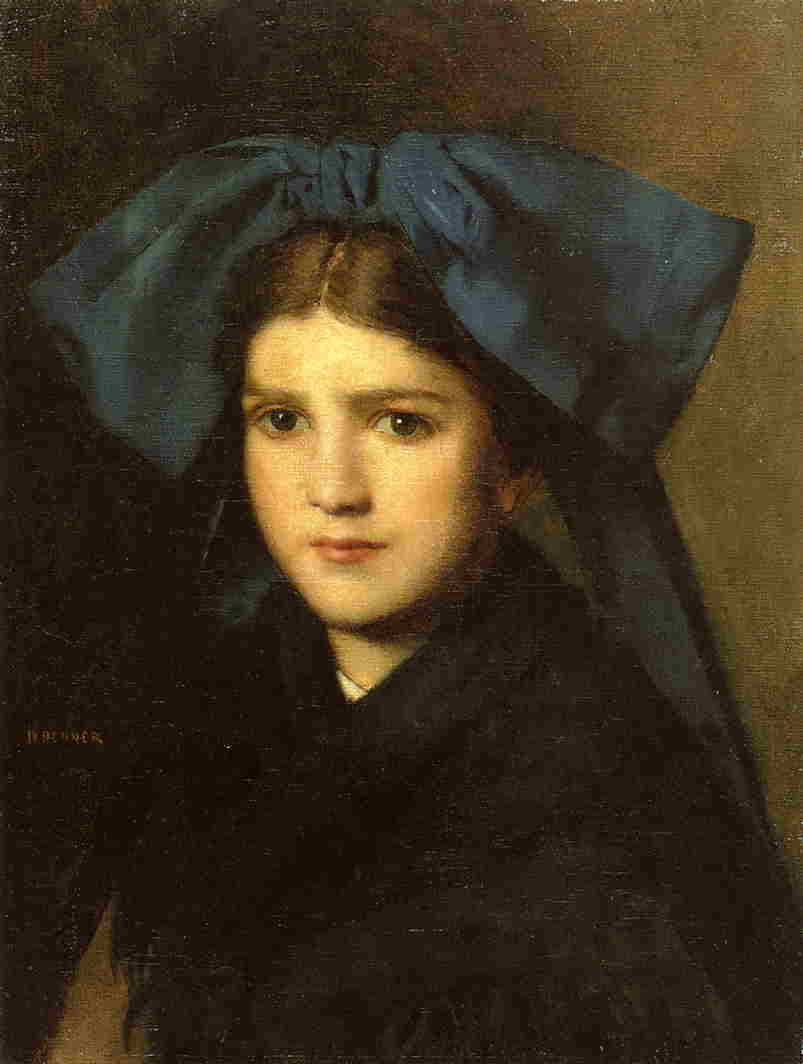
私人收藏《一個頭髮上繫著蝴蝶結的年輕女孩的肖像》
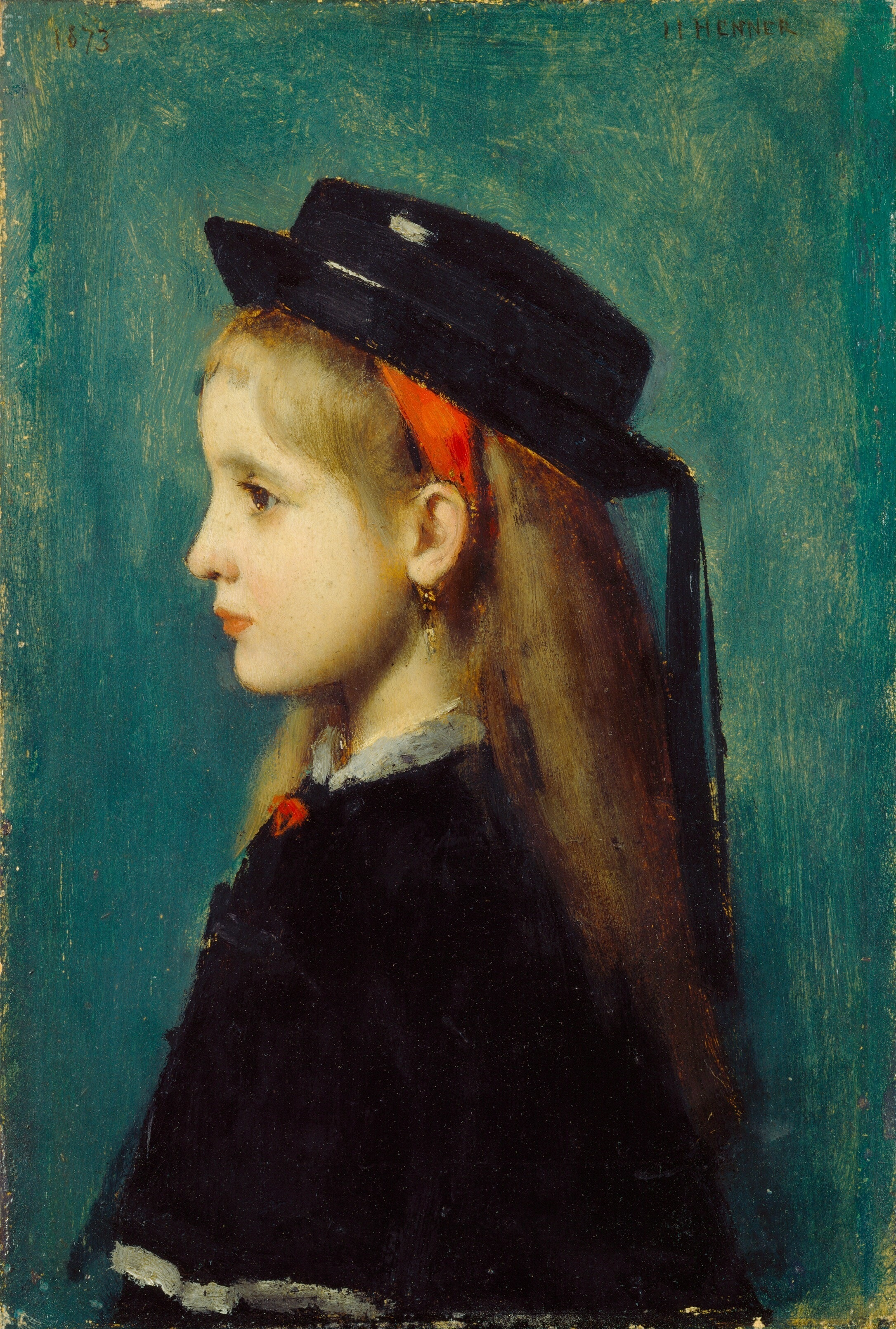
《阿爾薩斯女孩》，美國國家美術館，華盛頓特區
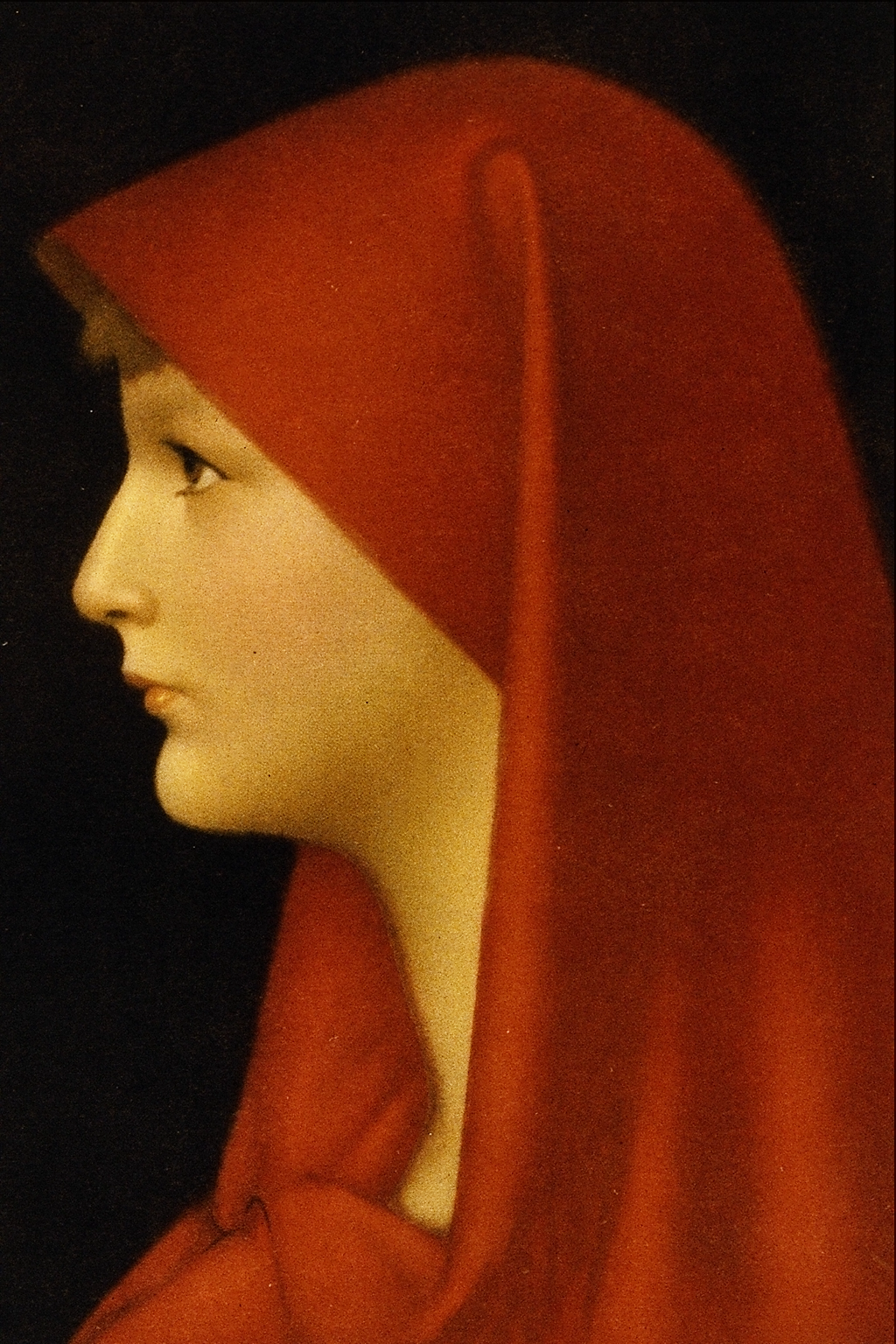
《聖法比奧拉》, 遺失原件副本
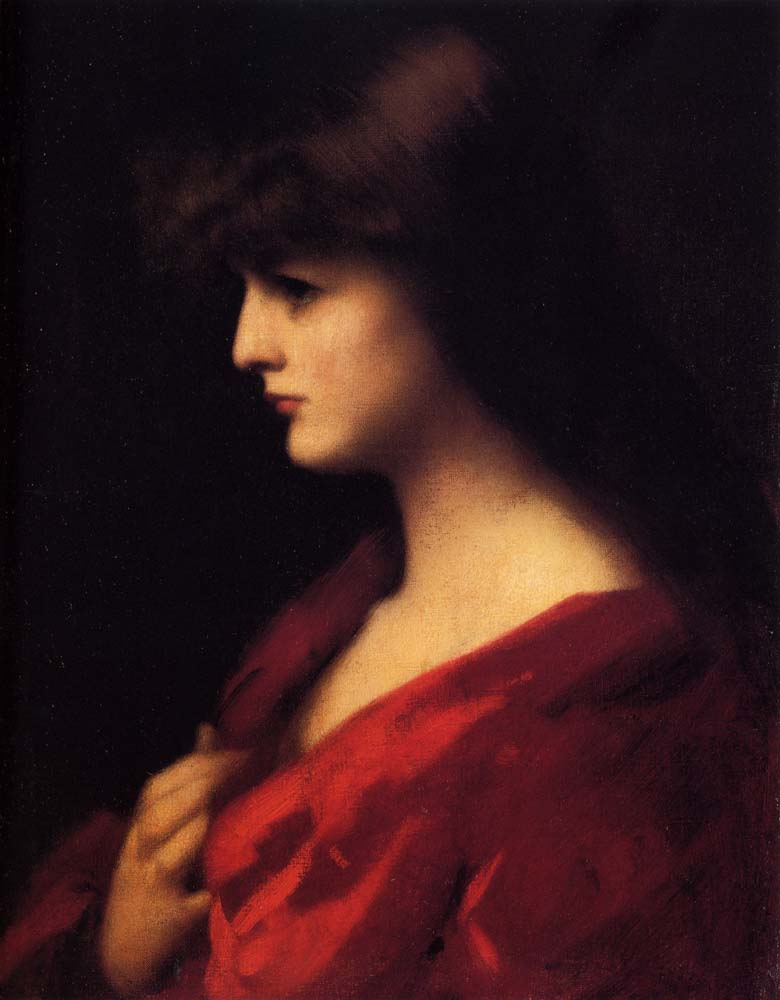
《紅衣女人的研究》，冬宮，聖彼得堡，俄羅斯
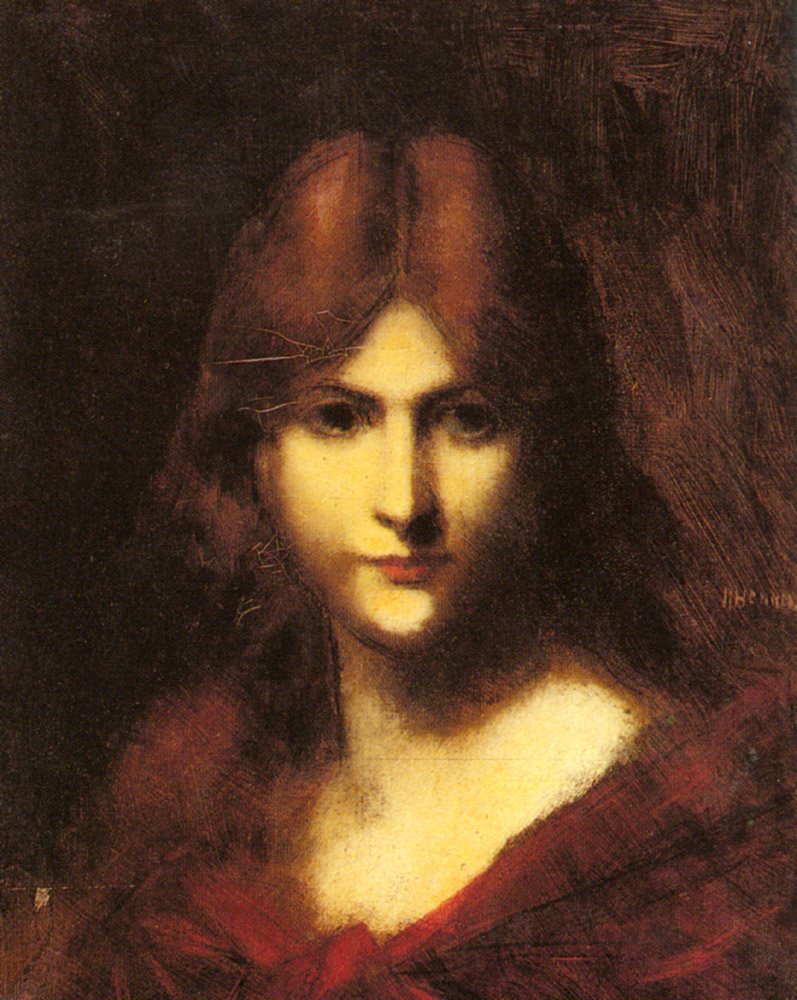
《紅髮美女》, 私人收藏
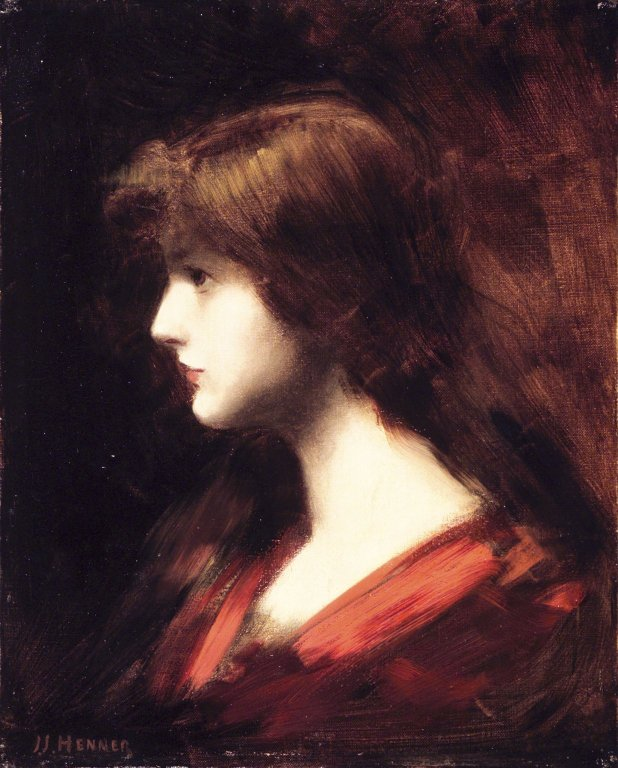
《一個女孩的頭》, 布魯克林博物館
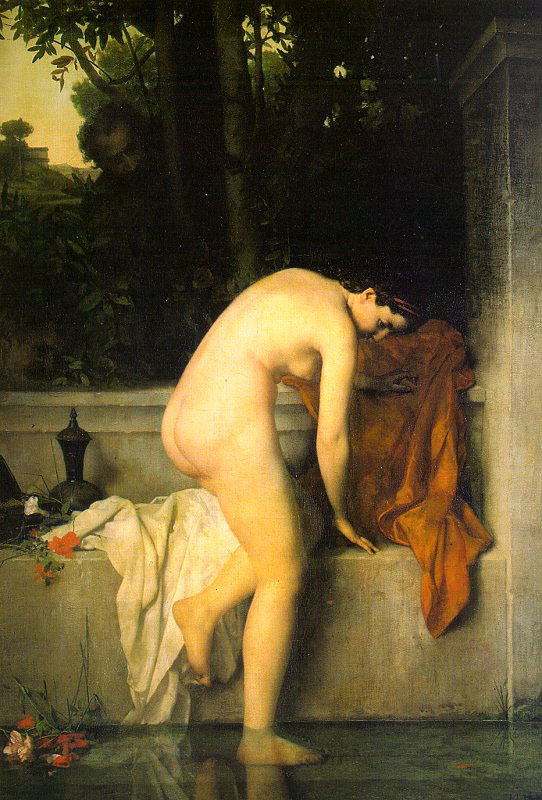
《貞潔的蘇珊娜》, 巴黎, 奧賽博物館
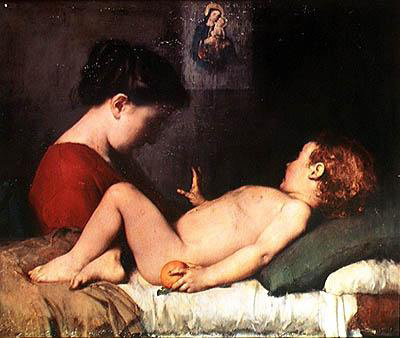
《Le réveil de l'enfant》, Muséedes Beaux-Arts，第戎
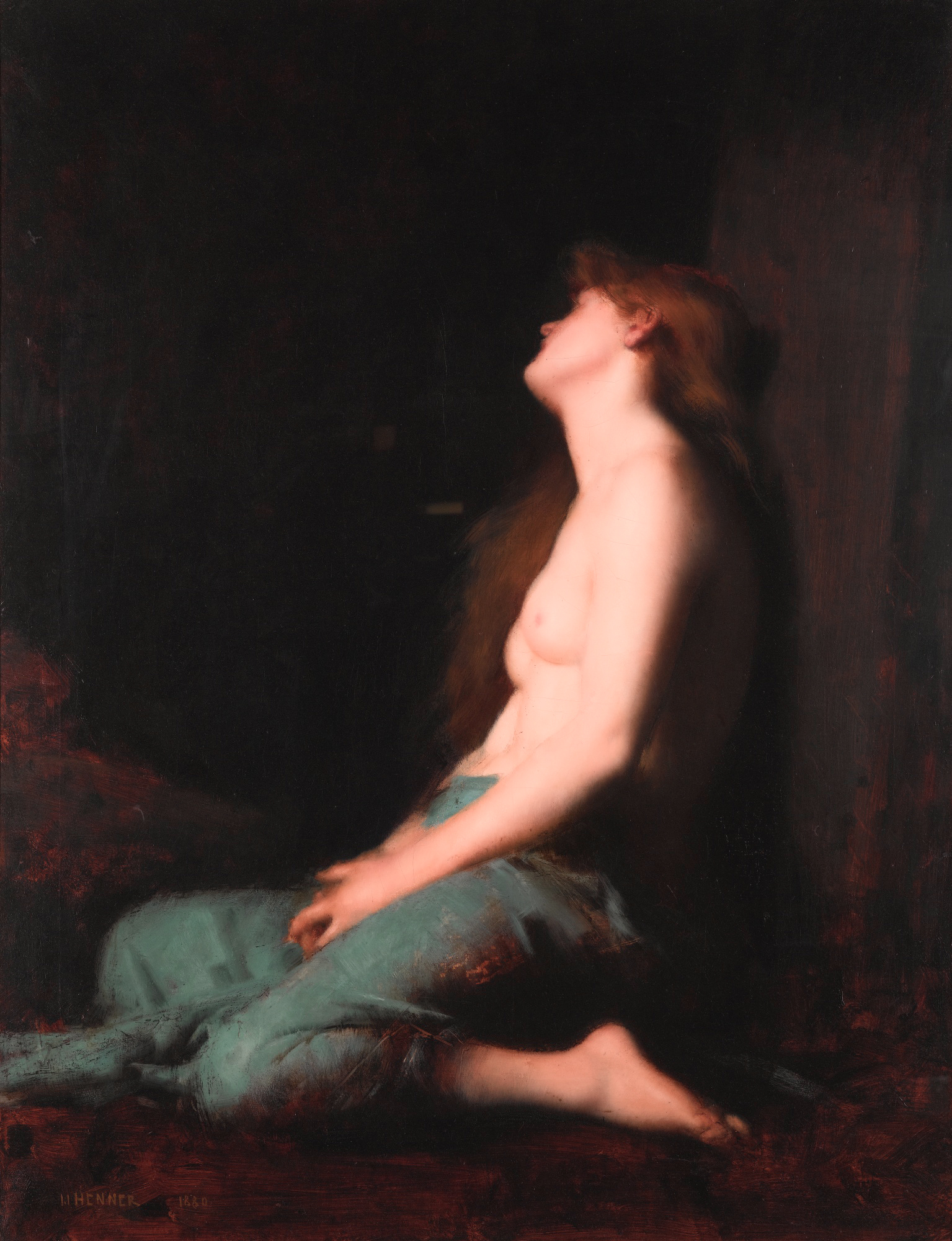
《懺悔的抹大拉》，私人收藏：康托藝術中心，史丹佛，加州
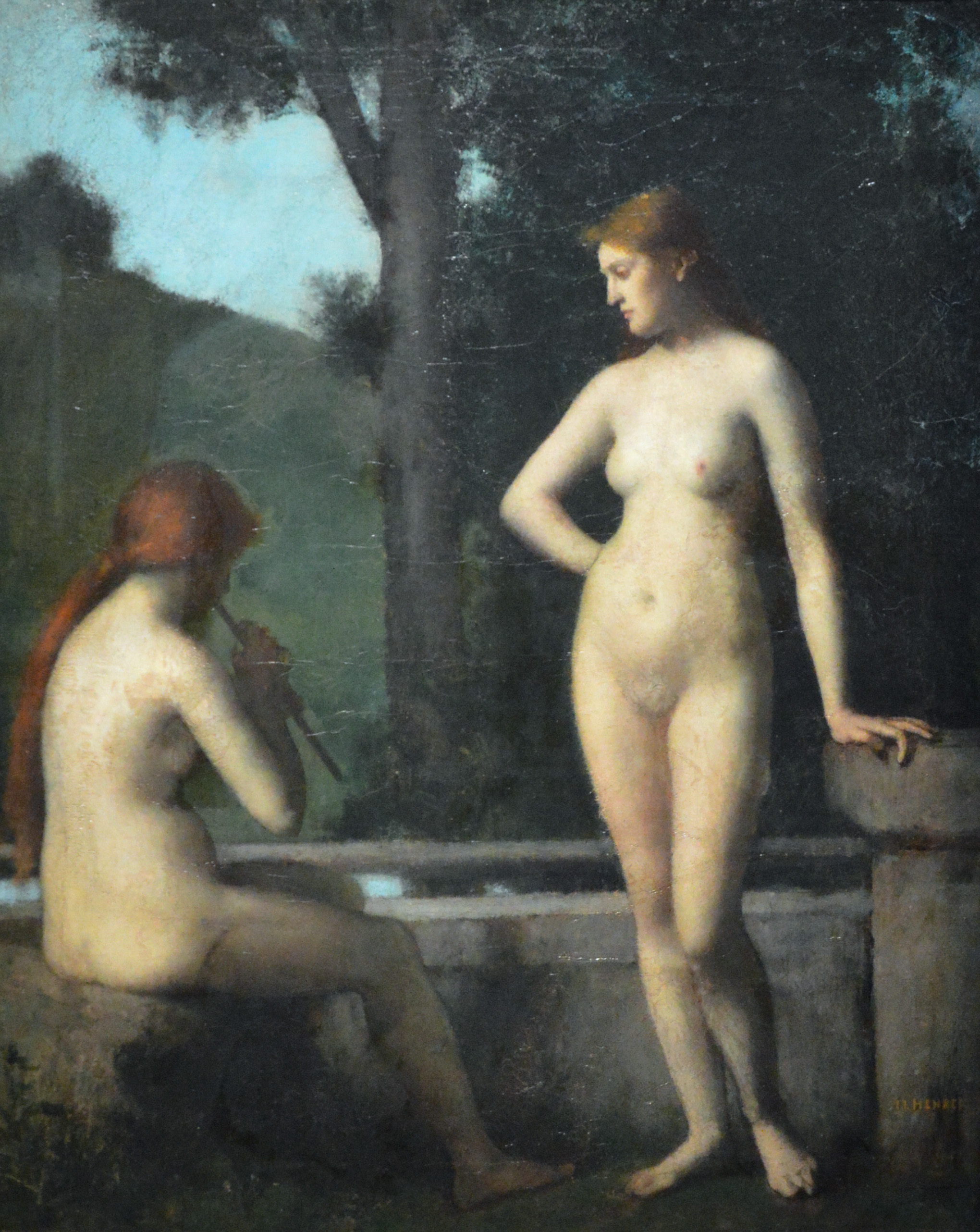
《田園詩般的》, 奧賽博物館，巴黎